# مردی با نقاب آهنی
مردی با نقاب آهنین (فرانسوی L'Homme au Masque de Fer ; درگذشت ۱۹ نوامبر ۱۷۰۳) یک زندانی سیاسی ناشناس در زمان سلطنت لوئی چهاردهم پادشاه فرانسه(۱۶۴۳–۱۷۱۵) بود که در ژوئیه ۱۶۶۹ با نام مستعار اوستاش دوژه "Eustache Dauger" دستگیر شد و برای مدت ۳۴ سال در زندان بود. او که همواره ماسک یا نقابی از جنس آهن به صورت داشت به دلیل ناشناس ماندن در تمام مدت زندان مشهور شده بود، در بازداشت زندان‌هایی که همه با ریاست شخصی به نام بنین دُوِرن سن-مارس (Bénigne Dauvergne de Saint-Mars) بود در چهار زندان متوالی درفرانسه از جمله قلعه باستیل به سر می‌برد. هنگامی که او در ۱۹ نوامبر ۱۷۰۳ در آنجا (زندان) درگذشت، گواهی فوت او با نام مستعار مارشیالی "Marchialy" صادر شد.
هویت واقعی این زندانی با وجود اینکه مورد بحث گسترده مورخان قرار گرفته و نظریه‌های مختلفی در کتاب‌ها، مقاله‌ها، نمایشنامه‌ها و فیلم‌های متعددی بیان شده است اما همچنان به صورت یک راز باقی مانده است. در میان نظریه‌های برجسته، نظریه‌ای است که ولتر فیلسوف و نویسنده فرانسوی ارائه کرده است که در ویرایش دوم کتاب (Questions sur l'Encyclopédie سال ۱۷۷۱) ادعا کرده است که زندانی برادر بزرگتر و نامشروع لویی چهاردهم بود. این ادعای ارتباط سلطنتی بعدها توسط نویسندگانی که انواع دیگری از این روابط و ارتباط‌های اشرافی و سلطنتی را پیشنهاد کردند تکرار شد.
اطلاعات کمی هم که در مورد این زندانی وجود دارد بر اساس اسناد معاصری است که در قرن نوزدهم به دست آمده که عمدتاً مکاتبات بین سن-مارس و مافوقش بوده که بلافاصله بعد از دستگیری برچسب یا عنوان «صرفاً یک نوکر یا پیشخدمت» برای او (زندانی) استفاده شده. آنچه از این اسناد برمی‌آید این است که او به خاطر «آنچه دیده بود»، «آنچه می‌دانست» و «آنچه برای انجامش استخدام شده بود» به زندان افتاده است. افسانه‌ها حاکی از آن است که هیچ‌کس هرگز چهره او را ندیده است، زیرا همواره با ماسکی از پارچه مخمل سیاه پنهان شده بود که بعداً ممکن است توسط نویسنده ولتر به عنوان یک ماسک آهنی به اشتباه گزارش شده باشد. با این حال، اسناد رسمی نشان می‌دهد که ممکن است زندانی مجبور بوده که فقط هنگام مسافرت یا هنگام رفتن به عبادت‌گاه در باستیل در سال‌های پایانی حبس خود، صورتش را بپوشاند. مورخان مدرن معتقدند این اقدام توسط سن مارس صرفاً برای افزایش اعتبار خود در پایان دوران حرفه‌ای‌اش اعمال شده اما همین باعث ایجاد شایعات پی‌درپی در مورد این زندانی به ظاهر مهم شد.
مردی با نقاب آهنین موضوع بسیاری از آثار داستانی بوده است که برجسته‌ترین آنها در سال ۱۸۵۰ توسط الکساندر دوما بود. بخشی از رمان «ویکومت براژلون: ده سال بعد» — آخرین قسمت از حماسه دآرتانیان ساگا (D'Artagnan saga) — این زندانی را نشان می‌دهد که به عنوان همزاد لویی چهاردهم به تصویر کشده شده و مجبور به پوشیدن ماسک آهنی شده است.  در سال ۱۸۴۰، دوما برای اولین بار در فصل "L'homme au masque de fer" در جلد هشتم کتاب غیرداستانی Crimes Célèbres مروری بر نظریه‌های رایج در مورد زندانیان موجود در زمان او ارائه کرد..  این رویکرد توسط بسیاری از نویسندگان بعدی اتخاذ شد و آثار نظری همچنان در مورد این موضوع ایجاد می‌شوند.

## زندانی

### دستگیری و حبس
اولین سوابق باقی مانده از این زندانی نقابدار مربوط به ۱۹ ژوئیه ۱۶۶۹ است،  زمانی که وزیر لوئی چهاردهم، مارکی دِ لوووا (Marquis de Louvois)، نامه ای به بنین دُوِرن دو سن مارس، فرماندار زندان پینرولو (که در آن زمان بخشی از فرانسه بود) نوشت. لوووا در نامه خود به سن مارس اطلاع داد که قرار است یک زندان به نام اوستاش دوژه "Eustache Dauger" تا حدود یک ماه آینده نزد شما برسد.

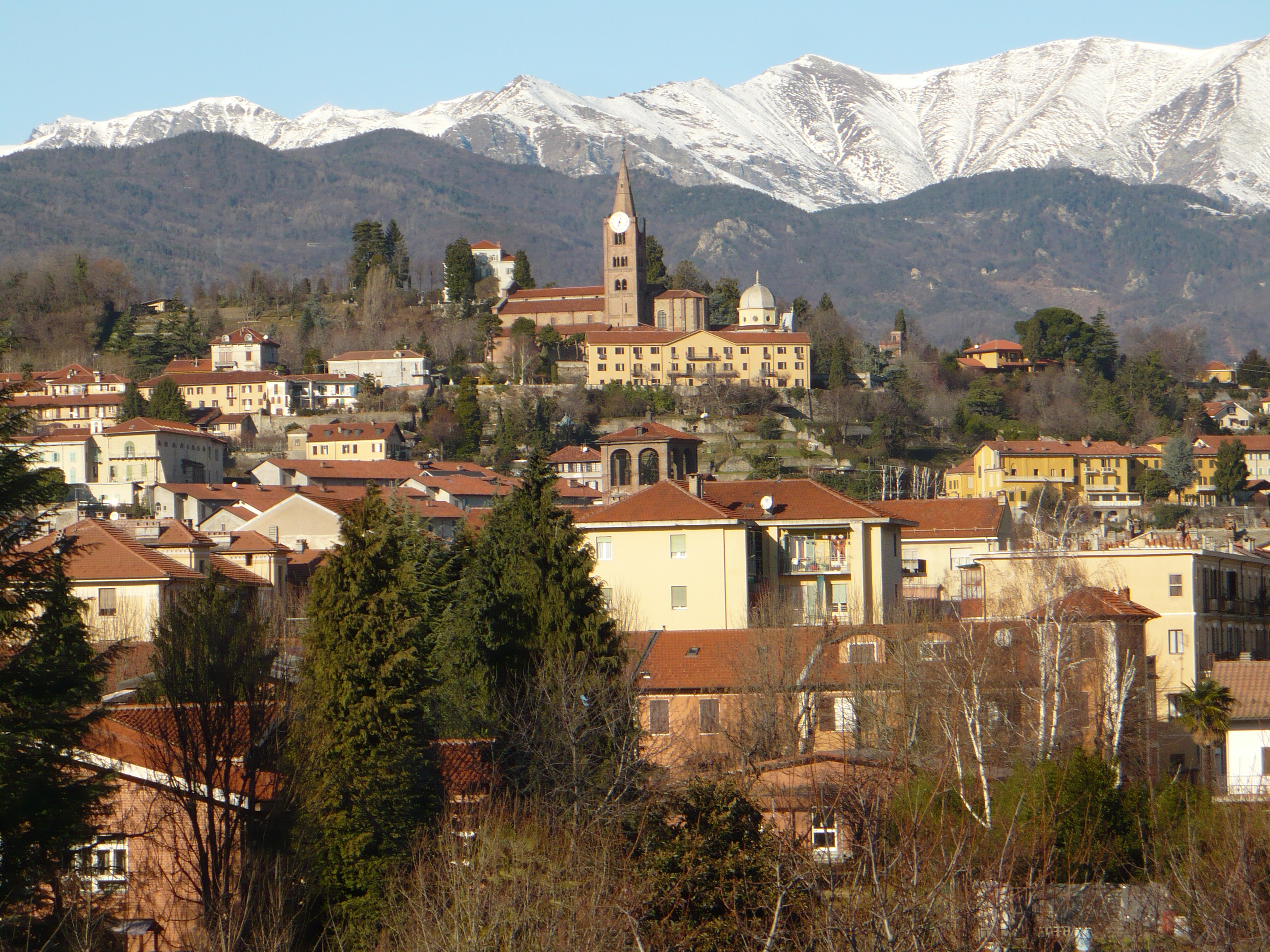
شهر پینرولو، که قبلاً پیگنرول نام داشته، در پیمونت، ایتالیا

او به سن-مارس دستور داد تا سلولی با درهای متعدد، که یکی روی دیگری بسته می‌شود، آماده کند تا مانع از گوش دادن هر کسی از بیرون به داخل شود. سنت مارس قرار بود فقط یک بار در روز دوژه را ببیند تا غذا و هر چیز دیگری که نیاز داشت فراهم کند. قرار بود به دوژه گفته شود که اگر او از چیزی غیر از نیازهای فوری خود صحبت کند، کشته خواهد شد، اما به گفته لوووا، زندانی نباید چیز زیادی بخواهد، زیرا او "فقط یک نوکر" است.
مورخان خاطرنشان کرده‌اند که نام اوستاش دوژه با دست خطی متفاوت از آنچه در بقیه متن نامه استفاده می‌شود نوشته شده است، که نشان می‌دهد یک منشی نامه را تحت دیکته لوووا نوشته است، در حالی که شخص دیگری، به احتمال زیاد لوووا نام را پس از آن اضافه کرده است.
دوژه توسط کاپیتان الکساندر دو ووغوا (Alexandre de Vauroy)، فرمانده پادگان دانکرک، در ۲۸ ژوئیه  دستگیر شد و به پینرولو منتقل شد، جایی که در ۲۴ اوت وارد شد.   شواهدی ارائه شده است که نشان می‌دهد دستگیری واقعاً در کاله انجام شده است و حتی فرماندار محلی نیز از این رویداد مطلع نشده است - غیبت دو ووغوا با مبارزه یا دستگیری سربازان اسپانیایی که به دلیل فلاندرز به فرانسه سرگردان شده بودند توضیح داده شده است. 

### خدمت مرد نقابدار به عنوان خدمتکار

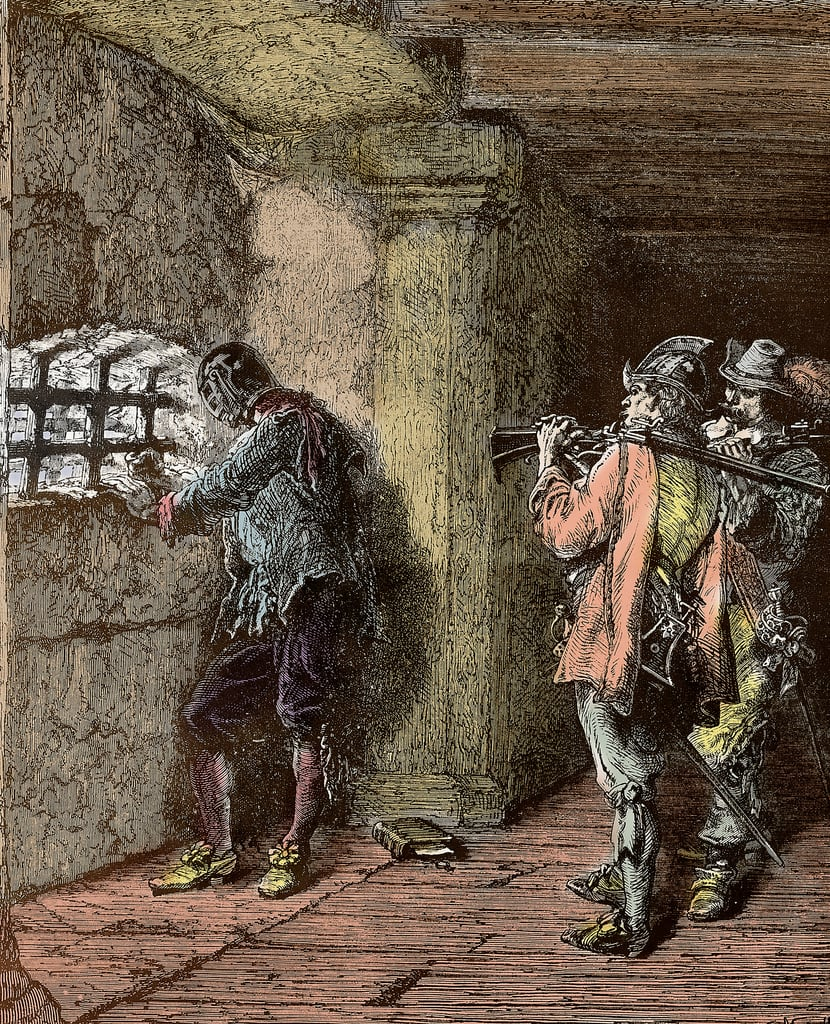
تصویرگری، سال ۱۸۷۲

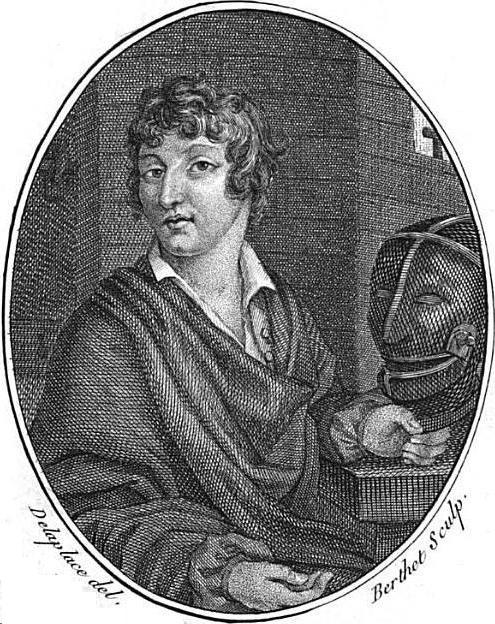
مردی با نقاب آهنین، اثر ژان جوزف رنیو-واقا(Jean-Joseph Regnault-Warin) سال ۱۸۰۴

زندان پینرولو، مانند سایر زندان‌هایی که بعداً این زندانی در آن نگهداری شد، برای مردانی استفاده می‌شد که برای دولت مایه شرمساری محسوب می‌شدند و معمولاً در هر زمان فقط تعداد انگشت شماری زندانی را در خود نگه می‌داشتند.
سن مارس در نامه‌های خود به لوووا، دوژه را مردی آرام توصیف می‌کند که هیچ مشکلی ایجاد نمی‌کند، «مایل به خواست خدا و پادشاه» در مقایسه با سایر زندانیانش که همیشه شکایت می‌کردند، مدام سعی می‌کردند فرار کنند، یا مانند دیوانگان بودند. 

## در فرهنگ عامه
چندین فیلم پیرامون معمای مردی با نقاب آهنین ساخته شده است، از جمله نقاب آهنین (۱۹۲۹)، مردی با نقاب آهنین (۱۹۳۹)، فیلم تلویزیونی از بریتانیا: مردی با نقاب آهنین (فیلم ۱۹۷۷) با بازی ریچارد چمبرلین، و فیلم آمریکایی با بازی لئوناردو دی کاپریو. این فیلم‌ها همگی از کتاب دوما به نام «The Vicomte de Bragelonne» اقتباس شده‌اند، جایی که زندانی دوقلوی لویی چهاردهم بود و طبق افسانه‌ای که ولتر خلق کرده بود، ماسکی آهنین بر چهره داشت. 
مردی با نقاب آهنین در دو قسمت اول از فصل سوم سریال درام تلویزیونی ورسای به عنوان Duc de Sullun (تشکیل شده از برعکس کلمه nullus، لاتین به معنای "هیچکس") به تصویر کشیده شده است. در این سریال، فیلیپ اول، دوک اورلئان در جستجوی او برای یافتن مردانی برای فرستادن به قاره آمریکا در باستیل ملاقات می‌کند و به دلیل ناتوانی لویی سیزدهم برای تولید مثل مشخص می‌شود که پدر بیولوژیکی مخفی لویی چهاردهم و فیلیپ اول است.

### وب سایت‌ها
- Straight Dope Staff (5 November 2002). "Who was the "Man in the Iron Mask"?". straightdope.com. The Straight Dope.